# Кульматов Ренат Сатарович
Ренат Сатарович Кульматов (1938, село Кизилтуу, тепер Сокулукського району Чуйської області, Киргизстан — 12 жовтня 2005, місто Бішкек, Киргизстан) — радянський киргизький державний діяч, 1-й секретар Ошського обкому КП Киргизії. Депутат Верховної ради Киргизької РСР. Депутат Верховної ради СРСР 11-го скликання. Народний депутат СРСР (1989—1991).

## Життєпис
У 1958—1959 роках — механік, начальник експлуатації Кара-Суйської автобази Ошської області.
У 1959—1970 роках — начальник Узгенської автобази Ошської області, начальник Пржевальської автобази, директор Рибачинського відділення «Автозовніштранс», керуючий Північного автотресту міста Фрунзе Киргизької РСР.
Закінчив Фрунзенський політехнічний інститут.
Член КПРС з 1963 року.
У 1970—1973 роках — заступник завідувача промислово-транспортного відділу ЦК КП Киргизії.
У 1973 році закінчив Вищу партійну школу при ЦК КПРС.
У 1973—1975 роках — завідувач промислово-транспортного відділу Ошського обласного комітету КП Киргизії.
У 1975—1979 роках — голова виконавчого комітету Ошської міської ради депутатів трудящих; 1-й секретар Ошського міського комітету КП Киргизії.
У 1979—1981 роках — завідувач промислово-транспортного відділу ЦК КП Киргизії.
У січні — червні 1981 року — 2-й секретар Ошського обласного комітету КП Киргизії.
У червні 1981 — квітні 1990 року — 1-й секретар Ошського обласного комітету КП Киргизії.
З квітня по вересень 1990 року — 1-й заступник голови Верховної ради Киргизької РСР.
Потім — директор закритого ауціонерного товариства «Автодорпостач» Киргизької Республіки.
Помер 12 жовтня 2005 року.

## Нагороди
- орден Трудового Червоного Прапора
- ордени
- медалі